# Комарница Лудбрешка
Комарница Лудбрешка је насељено место у општини Свети Ђурђ, Вараждинска жупанија, Хрватска.

## Историја
До територијалне реорганизације у Хрватској била је у саставу старе општине Лудбрег.

## Становништво
У попису становништва из 2011. године, Комарница Лудбрешка је имала 180 становника.
| Број становника према пописима | Број становника према пописима | Број становника према пописима | Број становника према пописима | Број становника према пописима | Број становника према пописима | Број становника према пописима | Број становника према пописима | Број становника према пописима | Број становника према пописима | Број становника према пописима | Број становника према пописима | Број становника према пописима | Број становника према пописима | Број становника према пописима | Број становника према пописима |
| ------------------------------ | ------------------------------ | ------------------------------ | ------------------------------ | ------------------------------ | ------------------------------ | ------------------------------ | ------------------------------ | ------------------------------ | ------------------------------ | ------------------------------ | ------------------------------ | ------------------------------ | ------------------------------ | ------------------------------ | ------------------------------ |
| 1857                           | 1869                           | 1880                           | 1890                           | 1900                           | 1910                           | 1921                           | 1931                           | 1948                           | 1953                           | 1961                           | 1971                           | 1981                           | 1991                           | 2001                           | 2011                           |
| 131                            | 177                            | 150                            | 186                            | 212                            | 233                            | 232                            | 270                            | 246                            | 229                            | 219                            | 209                            | 196                            | 191                            | 178                            | 180                            |

Напомена: До 1900. исказивано под именом Комарница.